# Wesley John
Wesley Julian John (Kingstown, 16 novembre 1976) è un ex calciatore sanvincentino, di ruolo attaccante.

## Carriera

### Club
Ha trascorso la quasi totalità della sua carriera tra la seconda e la terza divisione portoghese, ad eccezione di un breve periodo nella prima divisione di Trinidad e Tobago e degli ultimi anni di carriera, trascorsi nella quarta divisione portoghese.

### Nazionale
Ha partecipato alla CONCACAF Gold Cup 1996; tra il 1996 ed il 2007 ha totalizzato complessivamente 84 presenze e 4 reti in nazionale.

## Palmarès

### Club

#### Competizioni nazionali
- Coppa di Lega di Trinidad e Tobago: 1

Central: 2013